# Universidad del Norte Santo Tomás de Aquino
La Universidad del Norte Santo Tomás de Aquino (UNSTA) es una universidad de carácter privado y religioso con sede en la ciudad de San Miguel de Tucumán, Argentina.
Se encuentra regido por la Orden de Predicadores, también conocidos como hermanos dominicos. En sus inicios comenzó como el Instituto Universitario Santo Tomás de Aquino –IUSTA– hasta que en el año 1965, por decreto del Poder Ejecutivo Nacional adquirió el título de universidad.

## Sedes

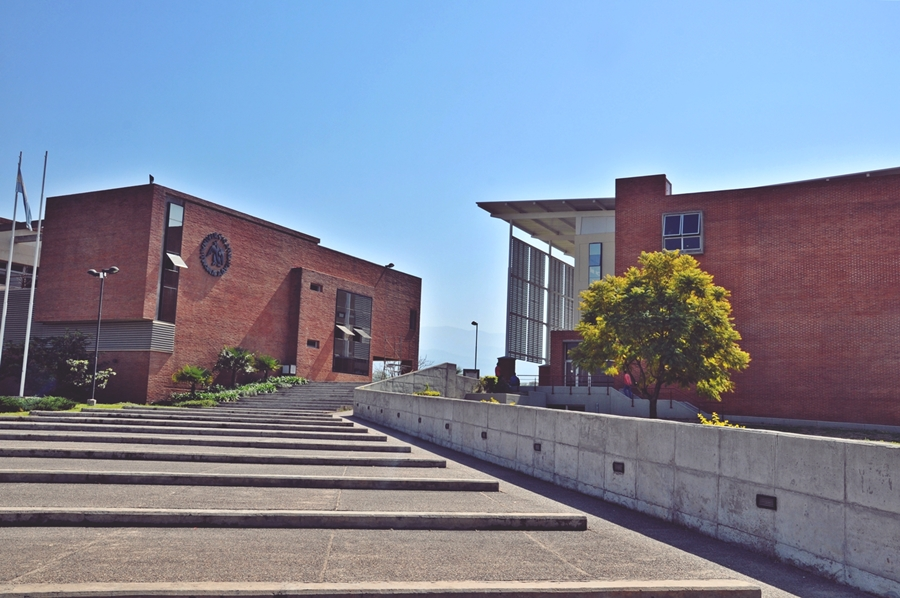
Campus de Yerba Buena.

La universidad posee su sede central en el centro de la capital tucumana, y ya se encuentra funcionando el Campus central de la UNSTA, cuyo Plan Maestro fue diseñado por el arquitecto tucumano César Pelli, en la vecina ciudad de Yerba Buena. En dicho campus funciona la Facultad de Ingeniería.
Cuenta también con los anexos: Centro Universitario Concepción, en Concepción, Tucumán; y el Centro de Estudios de Filosofía y Teología de la Orden de Predicadores (CEOP), en la Ciudad Autónoma de Buenos Aires.
Se encuentra organizada en 6 facultades y un instituto teológico: 
- Facultad de Economía y Administración.
- Facultad de Derecho y Ciencias Políticas.
- Facultad de Ingeniería.
- Facultad de Humanidades.
- Facultad de Ciencias de la Salud.
- Facultad de Filosofía (CEOP)
- Instituto Teológico Santo Domingo (CEOP)

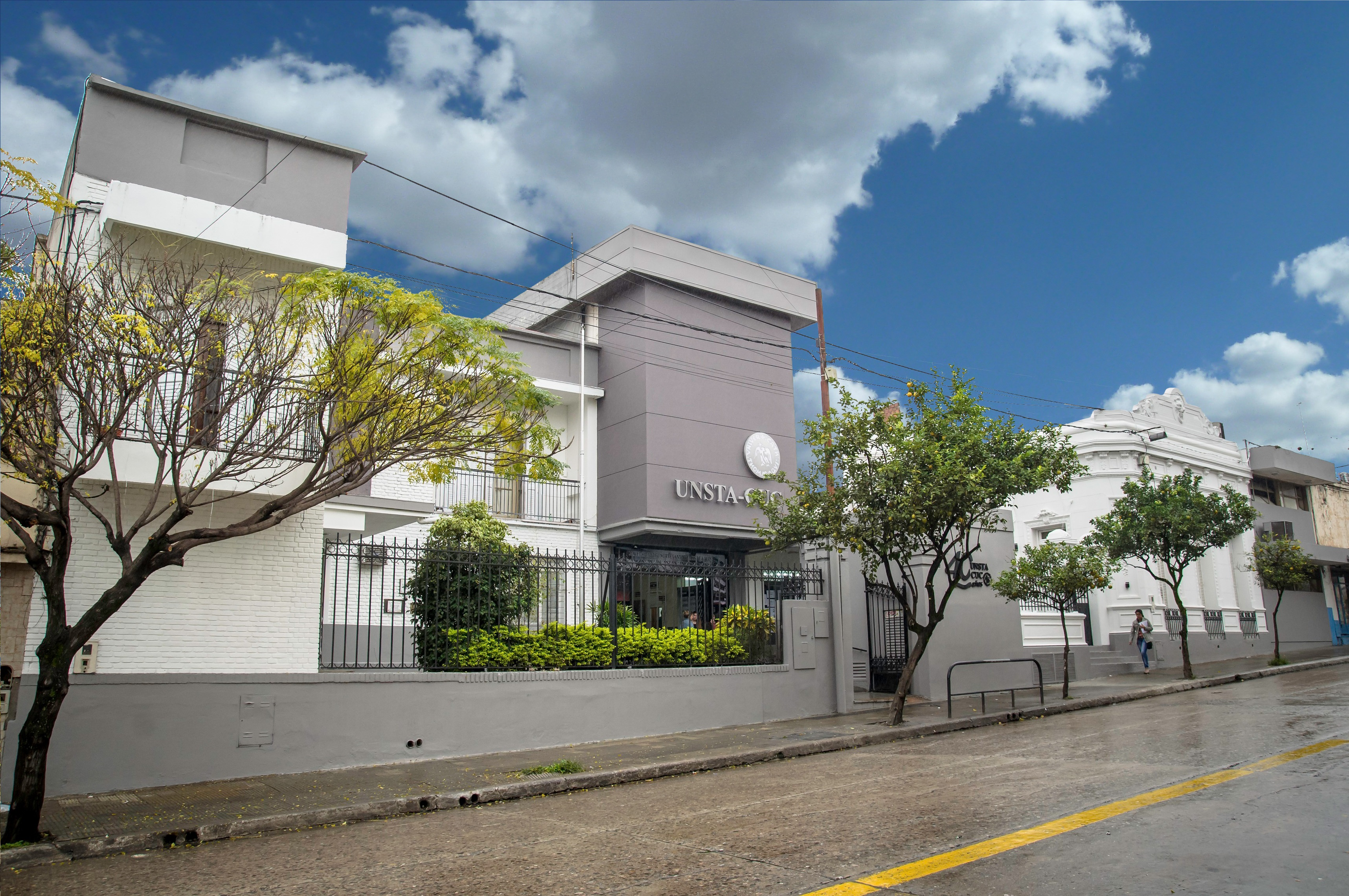
Sede de Concepción.

## Publicaciones
- A partir de la década de 1990 se registran trabajos publicados a través de su propia Editorial UNSTA. Allí se edita semestralmente la revista Studium. Filosofía y Teología ISSN 0329-8930.